# قاسم حمزة
قاسم حمزة، لاعب كرة قدم وحكم كويتي سابق. لعب مع نادي كاظمة، سجل هدفا في نهائي كأس الأمير 1981/1982.
أصبح حكما بعد اعتزاله، وحكم في كأس الخليج 2002، وأدار مباراة منتخب قطر لكرة القدم ومنتخب البحرين لكرة القدم في 17 يناير 2002، حكم حتى عام 2006.